# Pacifique FM
Pour les articles homonymes, voir Pacifique (homonymie).
Pacifique FM, qui est le nom d'antenne de Magic Harmony Asbl , est une station de radio à caractère provincial en Belgique, associative et indépendante, diffusant ses programmes sur la bande FM. Elle émet son signal dans le Hainaut occidental, en utilisant la modulation de fréquence réglée à 95,1 MHz. C'est la seule radio indépendante installée à Tournai.

## Historique
En 2006, Patrick Allard et cinq de ses amis ont décidé de lancer leur propre radio dans la cité des Cinq Clochers à Tournai, leur idée était de combler un manque où à l'époque il n’y avait plus aucune radio indépendante à Tournai et sa région.
En février 2006, le projet de lancer sa radio se concrétise. Lancée dans un premier temps dans le zoning de Marquain (Tournai Ouest), la radio est désormais active depuis les locaux de Notélé (depuis 2012 ). 
Au début de 2012, la radio était obligée de quitter ses locaux situés au zoning de Marquain. Afin de ne pas perdre leur fréquence FM, les bénévoles émettaient depuis l'étage d'un café à Marquain,,.
Actuellement, Pacifique FM occupe des locaux situés au no 22 de la rue du Follet, à Kain (Tournai). Dans le complexe Tournai Expo où se trouvent ses studios d’émission et d’enregistrement, les membres de Magic Harmony Asbl sont de plus en plus sollicités par de nouveaux collaborateurs bénévoles potentiels.
2019 la radio perd sa fréquence, mais reste active sur internet sur www.pacifiquefm.be
2020 la radio prend un tournant et devient "Radio Evolution" en abrégé Radio Revo.
2021 l'ASBL est mise en liquidation mais la radio cependant continue au profit d'une nouvelle association française qui récupère le reliquat des auditeurs grâce au canal streaming.

## Programmes
La radio affiche fièrement son identité tournaisienne qui diffuse quotidiennement des émissions d’information culturelle et de service liées aux enjeux de la vie quotidienne de la région, elle donne la parole à ses auditeurs sur des événements ou des problématiques qui les préoccupent ou les touchent et en organisant ponctuellement des actions de solidarité.
La radio soutient aussi les artistes et autres talents et en assurera la promotion, plus spécifiquement au niveau musical et elle développe des partenariats et des collaborations avec des médias régionaux, et internationaux via internet.
Le programme musical de la radio est riche en pop/rock des années 1970, 1980 et 1990 (dont la chanson française et anglo- saxonne). D'autres genres musicaux sont ajoutés à sa programmation, entre autres, l'électro, la techno, le reggae et le RnB

## Diffusion
Après avoir émis sur différentes fréquences, Pacifique FM se voit attribuer le 22 juillet 2008 le droit d'émettre sur une nouvelle fréquence, 95,1 MHz de la bande FM grâce au tout nouveau plan de fréquences établi par le CSA.
Depuis septembre 2014, la diffusion de la radio est assurée depuis le Mont-Saint-Aubert pour élargir son champ de diffusion. La radio est captée dans un rayon de 50 km à peu près et dans plusieurs communes du Hainaut occidental, Tournai, Antoing, Brunehaut, Rumes, Pecq, Frasnes-lez-Anvaing, Celles, Mont-de-l'Enclus, Leuze-en-Hainaut, Péruwelz, Beloeil et Bernissart. Son signal atteint aussi les communes de Flandre-Orientale, comme Renaix, Kluisbergen, Ruien et Avelgem et par débordement de l'autre côté de la frontière ouest de Belgique, comme dans certaines villes du Nord, entre autres :Lille, Roubaix, Tourcoing et Valenciennes.
Elle est aussi accessible sur internet, qui permet son écoute en streaming (en direct) et propose de nombreux podcasts gratuits. Pacifique FM est aussi disponible sur la plupart des postes de radio Internet en streaming.